# Юкечев, Юрий Павлович
Ю́рий Па́влович Юке́чев (род. 1 января 1947) — российский композитор, музыкальный педагог, брат Виктора Павловича Юкечева.

## Краткая биография
Родился в 1947 году в г. Мукачево Закарпатской области на Украине. В 1965 году поступил в Ленинградскую Консерваторию по классу композиции (класс профессора О. А. Евлахова) и в 1970 году успешно завершил обучение. С 1970 года живёт и работает в Новосибирске, преподает на кафедре композиции Новосибирской Государственной Консерватории (академии) им. М. И. Глинки (с 1994 года — доцент, с 1998 года — профессор). С 1996 года — председатель Сибирской организации Союза Композиторов России. Заслуженный деятель искусств Российской Федерации.

## Творческий путь
Юрий Юкечев — автор более 300 произведений. В его творчестве доминируют три жанрово-стилевых направления:
- академические жанры хоровой и камерно-инструментальной музыки
- импровизационная музыка
- электронная музыка.

Получив образование в рамках «Петербургской композиторской школы», Ю. Юкечев широко развивает её традиции в 1970-е годы уже в новом контексте — в условиях самобытной Сибирской культуры. Это десятилетие знаменуется созданием большого количества произведений в различных академических жанрах.
Начиная с 1980-х годов, не порывая с традиционной академической композицией, он одновременно устремляется в сферу импровизационной музыки (прежде всего в качестве пианиста), синтезируя стилистику джазовой импровизации в различных её проявлениях — от традиционного до авангардного — с богатой вариационно-комбинаторной техникой и панмодальной гармонией классической музыки XX века. Так возникают два дуэта: «Homo liber» (совместно с саксофонистом Владимиром Толкачёвым) и «Homo ludens» (с барабанщиком Владиславом Боровским). В 1989 году британский лейбл Leo Records выпустил три диска с музыкой «Homo liber». Импровизационное начало вводится и в классические композиционные формы (трио «Памяти И. И. Соллертинского»). Затем следуют серьёзные опыты в сфере электронной музыки: синтезатор становится важным компонентом произведений, а нередко и единственным выразителем намерений композитора.
В 1995 году Юрий Юкечев успешно выступал в США, его хоровые произведения также звучали в исполнении Русского камерного хора Нью-Йорка под управлением Николая Качанова. Эта поездка ознаменовалась выпуском диска «My Heart is Ready» с его хоровой музыкой американским лейблом Helicon Records в 1996 году. Музыка Ю. Юкечева также исполнялась во многих других странах.
С 2006 года в творчестве Ю. Юкечева появляется новое направление — синтез электронной музыки и визуального ряда. Так он создает серию аудиовизуальных композиций под названием «фото-новеллы», в которых выступает как в роли композитора, так и в роли фотохудожника.

## Педагогическая деятельность
Как музыкальный педагог Юрий Юкечев воспитал ряд композиторов, занимающихся творческой, педагогической работой во многих городах России и за рубежом. В их числе З. К. Степанов (заслуженный деятель искусств Республики Саха, председатель правления СК Республики Саха), А. В. Новиков (председатель Дальневосточной организации СК РФ), А. Я. Дериев, О. М. Сереброва, Р. С. Столяр, С. Москаев, О. Лазаревский, Г. Смирнов, О. Чистохина, Г. Зайцев, А. Новиков и многие другие. Будучи студентами, а затем и зрелыми композиторами, его ученики получали дипломы международных, всесоюзных и всероссийских конкурсов.

## Основные Сочинения
- Опера

«Сказание о людях тайги»
- Балеты

«Комиссар»
«Шаман и Венера» (для голоса, рояля и синтезатора)
«Обская легенда»
- Для хора

«Рубайят», кантата для хора а cappella на стихи О. Хайяма
«Песня над озером», кантата для хора, кларнета, рояля и ударных на стихи корейских поэтов
«При свече», кантата для хора a cappella
«Готово сердце моё», (1989) кантата на тексты псалмов Давида
«Господь есть Дух» (2005) для смешанного хора
«Гимн-концерт» (2006) для 2-х хоров, солистов и оркестра
- Для оркестра

Симфония
Поэма «Пляски осенние» для рояля с оркестром
Концерт для скрипки, 18 духовых и ударных
- Для Оркестра Русских Народных Инструментов

Симфония
Концерт-симфония для голоса и ОРНИ
Концерт для кларнета с ОРНИ
- Камерная музыка

3 фортепианных трио
3 струнных квартета
Concerto piccolo для домры и рояля
Пять джазовых композиций для саксофона и рояля
- Для фортепиано

4 Сонаты
Сонатина
«Шесть автопортретов» (1981)
«Сибирская тетрадь»
- Для рояля и ударных

«Холокост» (2002)
«Путь Рериха» (2002)
- Электронная и электронно-акустическая музыка

«Симфония о России» (1997) для чтеца и синтезаторов на стихи Д.Брауна
«Absolvo te» (страницы из Фауста), (1997) для синтезаторов
«Magnum opus» (сны Дон Жуана), (2000) для рояля, синтезаторов и ударных
«Adieu, 1999»
«TN 8-03-99»
«Millenium» для рояля, синтезаторов и ударных (2001).
- Музыка к драматическим спектаклям

Более 60-ти работ

## Избранная дискография
- «Siberian 4», Leo Records, UK
- «Untitled», Leo Records, UK
- «Document (Russia Jazz-80)», Leo Records, UK
- «My Heart Is Ready», Hellicon Classics, USA